# Jazz på svenska
Jazz på svenska er et album fra 1964 af den svenske jazzpianist Jan Johansson med Georg Riedel som bassist.
Albummet består af melodier fra den svenske folkemusik i et melodisk og afdæmpet jazzarrangement med kun klaveret og bassen som instrument, hvilket er med til at give musikken en helt speciel melankolsk lyd og stemning.
Fra albummet, der er et af de mest solgte svenske jazzalbum overhovedet, fremhæves især skæringen Visa från Utanmyra.

## Nummerliste
1. Visa från Utanmyra
2. Gånglek från Älvdalen
3. Polska från Medelpad
4. Visa från Rättvik
5. Brudmarsch efter Larshöga Jonke
6. Vallåt från Jämtland
7. Emigrantvisa
8. Berg-Kirstis polska
9. Leksands skänklåt
10. Gammal bröllopsmarsch
11. Visa från Järna
12. Polska efter Höök Olle